# Slimbridge

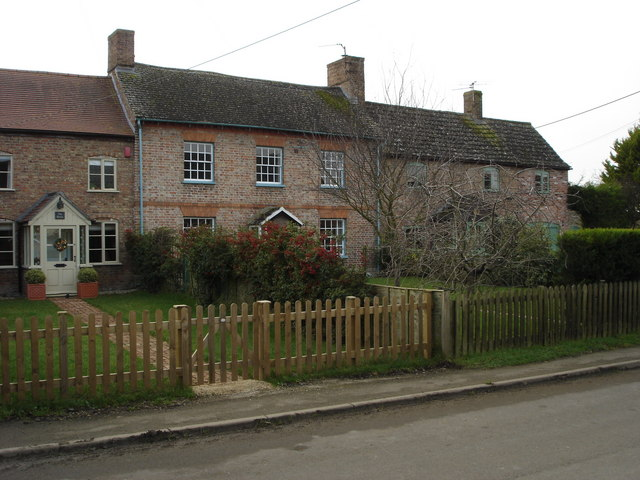
Cottage a Slimbridge

Slimbridge (1.150 ab. ca.) è un villaggio con status di parrocchia civile della contea inglese del Gloucestershire (Inghilterra sud-occidentale), facente parte del distretto di Stroud e situato lungo il corso del fiume Severn.

## Geografia fisica

### Collocazione
Il villaggio di Slimbridge si trova tra Gloucester e Bristol (rispettivamente a sud/sud-ovest della prima e a nord/nord-est della seconda), lungo l'autostrada A38 e nei pressi dei villaggi di Berkeley e Frampton-on-Severn, a circa 6 km

### Superficie
La parrocchia civile occupa un'area di 2.480 acri.

### Suddivisione amministrativa della parrocchia civile di Slimbridge
La parrocchia civile di Slimbridge è formata dai seguenti villaggi:
- Slimbridge
- Cambridge
- Gossington
- Moorend
- Troytown
- Shepherds Patch

## Società

### Evoluzione demografica
Nel 2010, la parrocchia civile di Slimbridge contava una popolazione pari a circa 1.160 abitanti.

## Storia
Della parrocchia civile di Slimbridge si hanno notizie sin dall'XI secolo, quando è menzionata nel Domesday Book con il nome di Heslinbruge..

## Edifici e luoghi d'interesse

### Chiesa di San Giovanni Evangelista
A Slimbrige sorge una chiesa dedicata a San Giovanni Evangelista, eretta nel XIII secolo e classificata come edificio di primo grado.

### WWT Slimbridge Wetland Centre
Nelle paludi di Slimbridge trova posto dal 1946 una delle nove riserve del Wildfowl and Wetlands Trust, l'ente naturalistico voluto da Sir Peter Scott (1909-1989)..
Slimbridge ospita la più grande colonia di uccelli da palude del mondo, che annovera alcune specie rare o a rischio di estinzione di anatre, cigni, fenicotteri rosa, oche, ecc. Alcune specie, come il cigno minore e l'oca lombardella, migrano qui ogni anno in inverno dalla Siberia.
|  |  |  |

## Sport
- Slimbridge Football Club, squadra di calcio[7]